# Štirovica
Štirovica (em macedônio/macedónio: Штировица; em albanês: Shtirovicë) é uma vila histórica localizada dentro dos limites da atual vila de Brodec, no município de Gostivar, na Macedônia do Norte. Faz parte da região de Reka Superior.

## História
Štirovica (Shterovica) aparece no manuscrito otomano de 1467 como uma vila no ziamet de Reka, sob a autoridade de Karagöz Bey. A vila tinha um total de 11 famílias e a antroponímia registrada retrata um caráter predominantemente albanês.
De acordo com a Etnografia dos vilaietes de Adrianópolis, Monastir e Salônica, Štirovica, em 1873, tinha 100 famílias com 235 muçulmanos albaneses. Nas estatísticas reunidas por Vasil Kanchov, em 1900, a vila era habitada por 400 albaneses muçulmanos.
Devido a revoltas na região do Alto Reka, Štirovica foi incendiada pelas forças sérvias e búlgaras, entre 1912 e 1916.

## Pessoas notáveis
- Bajazid Doda, escritor e fotógrafo etnográfico